# سباق أوملوب هيت نيوسبلاد للسيدات 2024
سباق أوملوب هيت نيوسبلاد للسيدات 2024 (بالفرنسية: Circuit Het Nieuwsblad féminin 2024) هو سباق دراجات هوائية، وهو الموسم التاسع عشر من سباق أوملوب هيت نيوسبلاد للسيدات ‏، وأقيم في 24 فبراير 2024 ضمن سباقات طواف العالم للدراجات للسيدات 2024، وشارك فيه  141 متسابقاً ووصل إلى نهايته  117 متسابقاً.
فاز بالمركز الأول ماريان فوس، وفاز بالمركز الثاني، وتصدر تصنيف طواف العالم لوت كوبيكي، وفاز بالمركز الثالث إليسا ونغو بورغيني.

## الفرق
| فرق سيدات عالمية (13)- إن إكس تي جي ريسينغ ‏ - كانيون–إس آر إيه إم ريسينغ 2024 ‏ - FDJ–Suez ‏ - بلانتور بورا سيلينج تيم ‏ - رالي سايكلنج 2024 ‏ - Lidl–Trek (women's team) ‏ - Liv AlUla Jayco ‏ - موفيستار للسيدات ‏ - فريق سنويب للسيدات ‏ - إس دي وركس ‏ - جامبو فيسما للسيدات ‏ - يو أي أيه تيم 2024 ‏ - فريق أونو إكس برو للدراجات للسيدات ‏ فرق دراجات قارية سيدات (11)- اركيا للسيدات ‏ - بيبينك ‏ - Cofidis Women Team ‏ - بنجوال شوفالمير ‏ - EF Education–Oatly ‏ - Hess Cycling Team ‏ - Komugi-Grand Est‏ - لوتو بيليسول للسيدات ‏ - Proximus-Cyclis CT‏ - تيم كوب هايتك بوردكتس ‏ - باركهوتل فالكنبورغ ‏ |  |
| |  |

## المشاركون
| إس دي وركس ‏ SDW | إس دي وركس ‏ SDW       | إس دي وركس ‏ SDW |
| --------------- | --------------------- | --------------- |
| م               | عداء                  | مرتبة           |
| 1               | لوت كوبيكي (طريق)     | 2               |
| 2               | ديمي فوليرينغ (طريق)  | 6               |
| 3               | لورينا ويبيس          | 9               |
| 4               | كريستين ماجروس (طريق) | 19              |
| 5               | فيمكا ماركوس          | 82              |
| 6               | إيلينا سيتشيني        | 81              |

| إن إكس تي جي ريسينغ ‏ AGS | إن إكس تي جي ريسينغ ‏ AGS | إن إكس تي جي ريسينغ ‏ AGS |
| ------------------------ | ------------------------ | ------------------------ |
| م                        | عداء                     | مرتبة                    |
| 11                       | كيمبرلي لي كورت          | 58                       |
| 12                       | Julia Borgström ‏         | لم يكمل السباق           |
| 13                       | BEL                      | 18                       |
| 14                       | Anya Louw ‏               | 38                       |
| 15                       | NED                      | لم يكمل السباق           |
| 16                       | Ilse Pluimers ‏           | 23                       |

| بلانتور بورا سيلينج تيم ‏ FED | بلانتور بورا سيلينج تيم ‏ FED | بلانتور بورا سيلينج تيم ‏ FED |
| ---------------------------- | ---------------------------- | ---------------------------- |
| م                            | عداء                         | مرتبة                        |
| 21                           | Julie De Wilde ‏              | 45                           |
| 22                           | Evy Kuijpers ‏                | 61                           |
| 23                           | Puck Pieterse ‏               | 8                            |
| 25                           | Christina Schweinberger ‏     | 15                           |
| 26                           | Marthe Truyen ‏               | لم يكمل السباق               |

| كانيون–إس آر إيه إم ‏ CSR | كانيون–إس آر إيه إم ‏ CSR  | كانيون–إس آر إيه إم ‏ CSR |
| ------------------------ | ------------------------- | ------------------------ |
| م                        | عداء                      | مرتبة                    |
| 31                       | كاتارزينا نيفيادوما       | 7                        |
| 32                       | تيفاني كرومويل            | لم يكمل السباق           |
| 33                       | ثريا بالادين              | 22                       |
| 34                       | Agnieszka Skalniak-Sójka ‏ | 37                       |
| 35                       | Alice Towers ‏             | 39                       |
| 36                       | Elise Chabbey ‏            | 40                       |

| FDJ–Suez ‏ FST | FDJ–Suez ‏ FST       | FDJ–Suez ‏ FST  |
| ------------- | ------------------- | -------------- |
| م             | عداء                | مرتبة          |
| 41            | Loes Adegeest ‏      | 30             |
| 42            | Nina Buijsman ‏      | 31             |
| 43            | Vittoria Guazzini ‏  | 80             |
| 44            | Amber Kraak ‏        | 77             |
| 45            | Marie Le Net ‏       | 59             |
| 46            | سيسيلي أوتوب لودفيغ | لم يكمل السباق |

| رالي سايكلنج ‏ HPH | رالي سايكلنج ‏ HPH   | رالي سايكلنج ‏ HPH |
| ----------------- | ------------------- | ----------------- |
| م                 | عداء                | مرتبة             |
| 51                | Audrey Cordon-Ragot | 36                |
| 52                | روث ويندر           | 27                |
| 53                | Maëlle Grossetête ‏  | 52                |
| 54                | رومي كاسبر          | 56                |
| 56                | Alice Wood          | 79                |

| Lidl–Trek (women's team) ‏ LTK | Lidl–Trek (women's team) ‏ LTK | Lidl–Trek (women's team) ‏ LTK |
| ----------------------------- | ----------------------------- | ----------------------------- |
| م                             | عداء                          | مرتبة                         |
| 61                            | إليسا بالسامو                 | 10                            |
| 62                            | شيرين فان أنروي               | 4                             |
| 63                            | Lizzie Deignan                | 44                            |
| 64                            | Lauretta Hanson ‏              | 32                            |
| 65                            | إليسا ونغو بورغيني (طريق)     | 3                             |
| 66                            | Ilaria Sanguineti ‏            | 84                            |

| Liv AlUla Jayco ‏ LAJ | Liv AlUla Jayco ‏ LAJ        | Liv AlUla Jayco ‏ LAJ |
| -------------------- | --------------------------- | -------------------- |
| م                    | عداء                        | مرتبة                |
| 71                   | Georgie Howe ‏               | لم يكمل السباق       |
| 72                   | Jeanne Korevaar ‏            | 62                   |
| 73                   | Amber Pate ‏                 | 69                   |
| 74                   | ليتيزيا باتيرنوستر          | لم يكمل السباق       |
| 75                   | Ruby Roseman-Gannon ‏ (طريق) | 17                   |
| 76                   | Teniel Campbell ‏            | 83                   |

| موفيستار للسيدات ‏ MOV | موفيستار للسيدات ‏ MOV         | موفيستار للسيدات ‏ MOV |
| --------------------- | ----------------------------- | --------------------- |
| م                     | عداء                          | مرتبة                 |
| 81                    | أود بيانيك                    | لم يكمل السباق        |
| 82                    | Emma Norsgaard Bjerg          | 11                    |
| 83                    | Jelena Erić (cyclist) ‏ (طريق) | لم يكمل السباق        |
| 84                    | سارا مارتين                   | 74                    |
| 85                    | Lucia Ruiz Pérez ‏             | لم يكمل السباق        |
| 86                    | أرلينيس سيرا (طريق)           | 34                    |

| فريق سنويب للسيدات ‏ DFP | فريق سنويب للسيدات ‏ DFP | فريق سنويب للسيدات ‏ DFP |
| ----------------------- | ----------------------- | ----------------------- |
| م                       | عداء                    | مرتبة                   |
| 91                      | Francesca Barale ‏       | 54                      |
| 92                      | فرانشيسكا كوش ‏          | 71                      |
| 93                      | فايفر جورجي (طريق)      | 13                      |
| 94                      | Daniek Hengeveld ‏       | 76                      |
| 95                      | Josie Nelson ‏           | 78                      |
| 96                      | NED                     | 48                      |

| جامبو فيسما للسيدات ‏ TVL | جامبو فيسما للسيدات ‏ TVL | جامبو فيسما للسيدات ‏ TVL |
| ------------------------ | ------------------------ | ------------------------ |
| م                        | عداء                     | مرتبة                    |
| 101                      | ماريان فوس               | 1                        |
| 102                      | Nienke Veenhoven ‏        | 111                      |
| 103                      | Linda Riedmann ‏          | 49                       |
| 104                      | NED                      | 75                       |
| 105                      | NED                      | لم يبدأ                  |
| 106                      | Lieke Nooijen ‏           | 29                       |

| يو أي أيه تيم ‏ UAD | يو أي أيه تيم ‏ UAD   | يو أي أيه تيم ‏ UAD |
| ------------------ | -------------------- | ------------------ |
| م                  | عداء                 | مرتبة              |
| 111                | كيارا كونسوني        | لم يكمل السباق     |
| 112                | ألينا أمياليوسيك     | 42                 |
| 113                | صوفيا بيرتيزولو      | 112                |
| 114                | Eleonora Gasparrini ‏ | 53                 |
| 115                | Silvia Persico ‏      | 35                 |
| 116                | Karlijn Swinkels ‏    | 14                 |

| فريق أونو إكس برو للدراجات للسيدات ‏ UXM | فريق أونو إكس برو للدراجات للسيدات ‏ UXM | فريق أونو إكس برو للدراجات للسيدات ‏ UXM |
| --------------------------------------- | --------------------------------------- | --------------------------------------- |
| م                                       | عداء                                    | مرتبة                                   |
| 121                                     | Anniina Ahtosalo ‏ (طريق)                | 90                                      |
| 122                                     | Teuntje Beekhuis ‏                       | 89                                      |
| 123                                     | Simone Boilard ‏                         | 28                                      |
| 124                                     | ماريا جوليا كونفالونيري                 | 73                                      |
| 125                                     | أنوسكا كوستر                            | 21                                      |
| 126                                     | أمالي ديديريكسن                         | 50                                      |

| لوتو بيليسول للسيدات ‏ LDL | لوتو بيليسول للسيدات ‏ LDL | لوتو بيليسول للسيدات ‏ LDL |
| ------------------------- | ------------------------- | ------------------------- |
| م                         | عداء                      | مرتبة                     |
| 131                       | Mieke Docx ‏               | 96                        |
| 132                       | NED                       | 99                        |
| 133                       | Quinty van de Guchte ‏     | 70                        |
| 134                       | ثاليتا دي جونج            | 5                         |
| 135                       | Fauve Bastiaenssen ‏       | 66                        |
| 136                       | Katrijn De Clercq ‏        | 98                        |

| Proximus-Cyclis CT‏ ___ | Proximus-Cyclis CT‏ ___ | Proximus-Cyclis CT‏ ___ |
| ---------------------- | ---------------------- | ---------------------- |
| م                      | عداء                   | مرتبة                  |
| 141                    | NED                    | لم يكمل السباق         |
| 142                    | Marieke de Groot ‏      | 117                    |
| 143                    | Febe Poppe‏             | لم يكمل السباق         |
| 144                    | ليزا فان بيل           | لم يكمل السباق         |
| 145                    | Femke van Goethem‏      | 97                     |
| 146                    | NED                    | 102                    |

| اركيا للسيدات ‏ ARK | اركيا للسيدات ‏ ARK       | اركيا للسيدات ‏ ARK |
| ------------------ | ------------------------ | ------------------ |
| م                  | عداء                     | مرتبة              |
| 151                | Lotte Claes ‏             | 41                 |
| 152                | Maaike Coljé ‏            | 51                 |
| 153                | Océane Mahé ‏             | لم يكمل السباق     |
| 154                | إميليا فهلين (طريق)      | 114                |
| 155                | Marie-Morgane Le Deunff ‏ | 67                 |
| 156                | Maurène Trégouët ‏        | 93                 |

| بيبينك ‏ BPK | بيبينك ‏ BPK                   | بيبينك ‏ BPK    |
| ----------- | ----------------------------- | -------------- |
| م           | عداء                          | مرتبة          |
| 161         | Andrea Casagranda ‏            | لم يكمل السباق |
| 162         | ITA                           | لم يكمل السباق |
| 163         | Ana Vitória Magalhães ‏ (طريق) | 63             |
| 164         | ITA                           | 105            |
| 165         | Nora Jenčušová ‏ (طريق)        | لم يكمل السباق |
| 166         | Monica Trinca Colonel ‏        | 72             |

| Cofidis Women Team ‏ COF | Cofidis Women Team ‏ COF  | Cofidis Women Team ‏ COF |
| ----------------------- | ------------------------ | ----------------------- |
| م                       | عداء                     | مرتبة                   |
| 171                     | Victoire Berteau ‏ (طريق) | 16                      |
| 172                     | Alana Castrique ‏         | 95                      |
| 173                     | فالنتاين فورتين          | 101                     |
| 174                     | Lise Ménage ‏             | 103                     |
| 175                     | سارة روي                 | 12                      |
| 176                     | Josie Talbot ‏            | 113                     |

| EF Education–Oatly ‏ EFC | EF Education–Oatly ‏ EFC | EF Education–Oatly ‏ EFC |
| ----------------------- | ----------------------- | ----------------------- |
| م                       | عداء                    | مرتبة                   |
| 181                     | Megan Armitage ‏         | 86                      |
| 182                     | Letizia Borghesi ‏       | 25                      |
| 183                     | كريستين فولكنر          | 33                      |
| 184                     | أليسون جاكسون (طريق)    | 65                      |
| 185                     | نينا كيسلر              | 64                      |
| 186                     | Noemi Rüegg ‏            | 60                      |

| Hess Cycling Team ‏ HCT | Hess Cycling Team ‏ HCT   | Hess Cycling Team ‏ HCT |
| ---------------------- | ------------------------ | ---------------------- |
| م                      | عداء                     | مرتبة                  |
| 191                    | Nicole Frain ‏            | 116                    |
| 192                    | Rotem Gafinovitz ‏        | 55                     |
| 193                    | Annika Liehner ‏          | لم يكمل السباق         |
| 194                    | Clara Lundmark ‏          | 94                     |
| 195                    | Alice McWilliam‏          | 115                    |
| 196                    | Marjolein van 't Geloof ‏ | 47                     |

| تيم كوب هايتك بوردكتس ‏ HPU | تيم كوب هايتك بوردكتس ‏ HPU | تيم كوب هايتك بوردكتس ‏ HPU |
| -------------------------- | -------------------------- | -------------------------- |
| م                          | عداء                       | مرتبة                      |
| 201                        | India Grangier ‏            | 20                         |
| 202                        | Monica Greenwood ‏          | 91                         |
| 203                        | NOR                        | 43                         |
| 204                        | NOR                        | 107                        |
| 205                        | April Tacey ‏               | 85                         |
| 206                        | NED                        | لم يكمل السباق             |

| Team Komugi-Grand Est‏ GEK | Team Komugi-Grand Est‏ GEK | Team Komugi-Grand Est‏ GEK |
| ------------------------- | ------------------------- | ------------------------- |
| م                         | عداء                      | مرتبة                     |
| 211                       | Chloé Charpentier‏         | لم يكمل السباق            |
| 212                       | Fien Delbaere ‏            | 106                       |
| 213                       | Eliška Kvasničková ‏       | 108                       |
| 214                       | Silvia Magri ‏             | 88                        |
| 215                       | CAN                       | 104                       |
| 216                       | CAN                       | لم يكمل السباق            |

| باركهوتل فالكنبورغ ‏ VWT | باركهوتل فالكنبورغ ‏ VWT | باركهوتل فالكنبورغ ‏ VWT |
| ----------------------- | ----------------------- | ----------------------- |
| م                       | عداء                    | مرتبة                   |
| 221                     | Valerie Demey ‏          | 57                      |
| 222                     | Eline Jansen (cyclist) ‏ | لم يكمل السباق          |
| 223                     | Quinty Schoens ‏         | 24                      |
| 224                     | Marieke Meert‏           | 46                      |
| 225                     | BEL                     | 87                      |
| 226                     | Sabrina Stultiens ‏      | 26                      |

| بنجوال شوفالمير ‏ CHE | بنجوال شوفالمير ‏ CHE | بنجوال شوفالمير ‏ CHE |
| -------------------- | -------------------- | -------------------- |
| م                    | عداء                 | مرتبة                |
| 231                  | مالين إريكسن ‏        | 100                  |
| 232                  | Antonia Gröndahl ‏    | 110                  |
| 233                  | Danique Braam ‏       | 68                   |
| 234                  | Cleo Kiekens ‏        | 109                  |
| 235                  | حنا نيلسون           | لم يكمل السباق       |
| 236                  | Emily Watts ‏         | 92                   |

| إس دي وركس ‏ SDW | إس دي وركس ‏ SDW       | إس دي وركس ‏ SDW |
| --------------- | --------------------- | --------------- |
| م               | عداء                  | مرتبة           |
| 1               | لوت كوبيكي (طريق)     | 2               |
| 2               | ديمي فوليرينغ (طريق)  | 6               |
| 3               | لورينا ويبيس          | 9               |
| 4               | كريستين ماجروس (طريق) | 19              |
| 5               | فيمكا ماركوس          | 82              |
| 6               | إيلينا سيتشيني        | 81              |

| إن إكس تي جي ريسينغ ‏ AGS | إن إكس تي جي ريسينغ ‏ AGS | إن إكس تي جي ريسينغ ‏ AGS |
| ------------------------ | ------------------------ | ------------------------ |
| م                        | عداء                     | مرتبة                    |
| 11                       | كيمبرلي لي كورت          | 58                       |
| 12                       | Julia Borgström ‏         | لم يكمل السباق           |
| 13                       | BEL                      | 18                       |
| 14                       | Anya Louw ‏               | 38                       |
| 15                       | NED                      | لم يكمل السباق           |
| 16                       | Ilse Pluimers ‏           | 23                       |

| بلانتور بورا سيلينج تيم ‏ FED | بلانتور بورا سيلينج تيم ‏ FED | بلانتور بورا سيلينج تيم ‏ FED |
| ---------------------------- | ---------------------------- | ---------------------------- |
| م                            | عداء                         | مرتبة                        |
| 21                           | Julie De Wilde ‏              | 45                           |
| 22                           | Evy Kuijpers ‏                | 61                           |
| 23                           | Puck Pieterse ‏               | 8                            |
| 25                           | Christina Schweinberger ‏     | 15                           |
| 26                           | Marthe Truyen ‏               | لم يكمل السباق               |

| كانيون–إس آر إيه إم ‏ CSR | كانيون–إس آر إيه إم ‏ CSR  | كانيون–إس آر إيه إم ‏ CSR |
| ------------------------ | ------------------------- | ------------------------ |
| م                        | عداء                      | مرتبة                    |
| 31                       | كاتارزينا نيفيادوما       | 7                        |
| 32                       | تيفاني كرومويل            | لم يكمل السباق           |
| 33                       | ثريا بالادين              | 22                       |
| 34                       | Agnieszka Skalniak-Sójka ‏ | 37                       |
| 35                       | Alice Towers ‏             | 39                       |
| 36                       | Elise Chabbey ‏            | 40                       |

| FDJ–Suez ‏ FST | FDJ–Suez ‏ FST       | FDJ–Suez ‏ FST  |
| ------------- | ------------------- | -------------- |
| م             | عداء                | مرتبة          |
| 41            | Loes Adegeest ‏      | 30             |
| 42            | Nina Buijsman ‏      | 31             |
| 43            | Vittoria Guazzini ‏  | 80             |
| 44            | Amber Kraak ‏        | 77             |
| 45            | Marie Le Net ‏       | 59             |
| 46            | سيسيلي أوتوب لودفيغ | لم يكمل السباق |

| رالي سايكلنج ‏ HPH | رالي سايكلنج ‏ HPH   | رالي سايكلنج ‏ HPH |
| ----------------- | ------------------- | ----------------- |
| م                 | عداء                | مرتبة             |
| 51                | Audrey Cordon-Ragot | 36                |
| 52                | روث ويندر           | 27                |
| 53                | Maëlle Grossetête ‏  | 52                |
| 54                | رومي كاسبر          | 56                |
| 56                | Alice Wood          | 79                |

| Lidl–Trek (women's team) ‏ LTK | Lidl–Trek (women's team) ‏ LTK | Lidl–Trek (women's team) ‏ LTK |
| ----------------------------- | ----------------------------- | ----------------------------- |
| م                             | عداء                          | مرتبة                         |
| 61                            | إليسا بالسامو                 | 10                            |
| 62                            | شيرين فان أنروي               | 4                             |
| 63                            | Lizzie Deignan                | 44                            |
| 64                            | Lauretta Hanson ‏              | 32                            |
| 65                            | إليسا ونغو بورغيني (طريق)     | 3                             |
| 66                            | Ilaria Sanguineti ‏            | 84                            |

| Liv AlUla Jayco ‏ LAJ | Liv AlUla Jayco ‏ LAJ        | Liv AlUla Jayco ‏ LAJ |
| -------------------- | --------------------------- | -------------------- |
| م                    | عداء                        | مرتبة                |
| 71                   | Georgie Howe ‏               | لم يكمل السباق       |
| 72                   | Jeanne Korevaar ‏            | 62                   |
| 73                   | Amber Pate ‏                 | 69                   |
| 74                   | ليتيزيا باتيرنوستر          | لم يكمل السباق       |
| 75                   | Ruby Roseman-Gannon ‏ (طريق) | 17                   |
| 76                   | Teniel Campbell ‏            | 83                   |

| موفيستار للسيدات ‏ MOV | موفيستار للسيدات ‏ MOV         | موفيستار للسيدات ‏ MOV |
| --------------------- | ----------------------------- | --------------------- |
| م                     | عداء                          | مرتبة                 |
| 81                    | أود بيانيك                    | لم يكمل السباق        |
| 82                    | Emma Norsgaard Bjerg          | 11                    |
| 83                    | Jelena Erić (cyclist) ‏ (طريق) | لم يكمل السباق        |
| 84                    | سارا مارتين                   | 74                    |
| 85                    | Lucia Ruiz Pérez ‏             | لم يكمل السباق        |
| 86                    | أرلينيس سيرا (طريق)           | 34                    |

| فريق سنويب للسيدات ‏ DFP | فريق سنويب للسيدات ‏ DFP | فريق سنويب للسيدات ‏ DFP |
| ----------------------- | ----------------------- | ----------------------- |
| م                       | عداء                    | مرتبة                   |
| 91                      | Francesca Barale ‏       | 54                      |
| 92                      | فرانشيسكا كوش ‏          | 71                      |
| 93                      | فايفر جورجي (طريق)      | 13                      |
| 94                      | Daniek Hengeveld ‏       | 76                      |
| 95                      | Josie Nelson ‏           | 78                      |
| 96                      | NED                     | 48                      |

| جامبو فيسما للسيدات ‏ TVL | جامبو فيسما للسيدات ‏ TVL | جامبو فيسما للسيدات ‏ TVL |
| ------------------------ | ------------------------ | ------------------------ |
| م                        | عداء                     | مرتبة                    |
| 101                      | ماريان فوس               | 1                        |
| 102                      | Nienke Veenhoven ‏        | 111                      |
| 103                      | Linda Riedmann ‏          | 49                       |
| 104                      | NED                      | 75                       |
| 105                      | NED                      | لم يبدأ                  |
| 106                      | Lieke Nooijen ‏           | 29                       |

| يو أي أيه تيم ‏ UAD | يو أي أيه تيم ‏ UAD   | يو أي أيه تيم ‏ UAD |
| ------------------ | -------------------- | ------------------ |
| م                  | عداء                 | مرتبة              |
| 111                | كيارا كونسوني        | لم يكمل السباق     |
| 112                | ألينا أمياليوسيك     | 42                 |
| 113                | صوفيا بيرتيزولو      | 112                |
| 114                | Eleonora Gasparrini ‏ | 53                 |
| 115                | Silvia Persico ‏      | 35                 |
| 116                | Karlijn Swinkels ‏    | 14                 |

| فريق أونو إكس برو للدراجات للسيدات ‏ UXM | فريق أونو إكس برو للدراجات للسيدات ‏ UXM | فريق أونو إكس برو للدراجات للسيدات ‏ UXM |
| --------------------------------------- | --------------------------------------- | --------------------------------------- |
| م                                       | عداء                                    | مرتبة                                   |
| 121                                     | Anniina Ahtosalo ‏ (طريق)                | 90                                      |
| 122                                     | Teuntje Beekhuis ‏                       | 89                                      |
| 123                                     | Simone Boilard ‏                         | 28                                      |
| 124                                     | ماريا جوليا كونفالونيري                 | 73                                      |
| 125                                     | أنوسكا كوستر                            | 21                                      |
| 126                                     | أمالي ديديريكسن                         | 50                                      |

| لوتو بيليسول للسيدات ‏ LDL | لوتو بيليسول للسيدات ‏ LDL | لوتو بيليسول للسيدات ‏ LDL |
| ------------------------- | ------------------------- | ------------------------- |
| م                         | عداء                      | مرتبة                     |
| 131                       | Mieke Docx ‏               | 96                        |
| 132                       | NED                       | 99                        |
| 133                       | Quinty van de Guchte ‏     | 70                        |
| 134                       | ثاليتا دي جونج            | 5                         |
| 135                       | Fauve Bastiaenssen ‏       | 66                        |
| 136                       | Katrijn De Clercq ‏        | 98                        |

| Proximus-Cyclis CT‏ ___ | Proximus-Cyclis CT‏ ___ | Proximus-Cyclis CT‏ ___ |
| ---------------------- | ---------------------- | ---------------------- |
| م                      | عداء                   | مرتبة                  |
| 141                    | NED                    | لم يكمل السباق         |
| 142                    | Marieke de Groot ‏      | 117                    |
| 143                    | Febe Poppe‏             | لم يكمل السباق         |
| 144                    | ليزا فان بيل           | لم يكمل السباق         |
| 145                    | Femke van Goethem‏      | 97                     |
| 146                    | NED                    | 102                    |

| اركيا للسيدات ‏ ARK | اركيا للسيدات ‏ ARK       | اركيا للسيدات ‏ ARK |
| ------------------ | ------------------------ | ------------------ |
| م                  | عداء                     | مرتبة              |
| 151                | Lotte Claes ‏             | 41                 |
| 152                | Maaike Coljé ‏            | 51                 |
| 153                | Océane Mahé ‏             | لم يكمل السباق     |
| 154                | إميليا فهلين (طريق)      | 114                |
| 155                | Marie-Morgane Le Deunff ‏ | 67                 |
| 156                | Maurène Trégouët ‏        | 93                 |

| بيبينك ‏ BPK | بيبينك ‏ BPK                   | بيبينك ‏ BPK    |
| ----------- | ----------------------------- | -------------- |
| م           | عداء                          | مرتبة          |
| 161         | Andrea Casagranda ‏            | لم يكمل السباق |
| 162         | ITA                           | لم يكمل السباق |
| 163         | Ana Vitória Magalhães ‏ (طريق) | 63             |
| 164         | ITA                           | 105            |
| 165         | Nora Jenčušová ‏ (طريق)        | لم يكمل السباق |
| 166         | Monica Trinca Colonel ‏        | 72             |

| Cofidis Women Team ‏ COF | Cofidis Women Team ‏ COF  | Cofidis Women Team ‏ COF |
| ----------------------- | ------------------------ | ----------------------- |
| م                       | عداء                     | مرتبة                   |
| 171                     | Victoire Berteau ‏ (طريق) | 16                      |
| 172                     | Alana Castrique ‏         | 95                      |
| 173                     | فالنتاين فورتين          | 101                     |
| 174                     | Lise Ménage ‏             | 103                     |
| 175                     | سارة روي                 | 12                      |
| 176                     | Josie Talbot ‏            | 113                     |

| EF Education–Oatly ‏ EFC | EF Education–Oatly ‏ EFC | EF Education–Oatly ‏ EFC |
| ----------------------- | ----------------------- | ----------------------- |
| م                       | عداء                    | مرتبة                   |
| 181                     | Megan Armitage ‏         | 86                      |
| 182                     | Letizia Borghesi ‏       | 25                      |
| 183                     | كريستين فولكنر          | 33                      |
| 184                     | أليسون جاكسون (طريق)    | 65                      |
| 185                     | نينا كيسلر              | 64                      |
| 186                     | Noemi Rüegg ‏            | 60                      |

| Hess Cycling Team ‏ HCT | Hess Cycling Team ‏ HCT   | Hess Cycling Team ‏ HCT |
| ---------------------- | ------------------------ | ---------------------- |
| م                      | عداء                     | مرتبة                  |
| 191                    | Nicole Frain ‏            | 116                    |
| 192                    | Rotem Gafinovitz ‏        | 55                     |
| 193                    | Annika Liehner ‏          | لم يكمل السباق         |
| 194                    | Clara Lundmark ‏          | 94                     |
| 195                    | Alice McWilliam‏          | 115                    |
| 196                    | Marjolein van 't Geloof ‏ | 47                     |

| تيم كوب هايتك بوردكتس ‏ HPU | تيم كوب هايتك بوردكتس ‏ HPU | تيم كوب هايتك بوردكتس ‏ HPU |
| -------------------------- | -------------------------- | -------------------------- |
| م                          | عداء                       | مرتبة                      |
| 201                        | India Grangier ‏            | 20                         |
| 202                        | Monica Greenwood ‏          | 91                         |
| 203                        | NOR                        | 43                         |
| 204                        | NOR                        | 107                        |
| 205                        | April Tacey ‏               | 85                         |
| 206                        | NED                        | لم يكمل السباق             |

| Team Komugi-Grand Est‏ GEK | Team Komugi-Grand Est‏ GEK | Team Komugi-Grand Est‏ GEK |
| ------------------------- | ------------------------- | ------------------------- |
| م                         | عداء                      | مرتبة                     |
| 211                       | Chloé Charpentier‏         | لم يكمل السباق            |
| 212                       | Fien Delbaere ‏            | 106                       |
| 213                       | Eliška Kvasničková ‏       | 108                       |
| 214                       | Silvia Magri ‏             | 88                        |
| 215                       | CAN                       | 104                       |
| 216                       | CAN                       | لم يكمل السباق            |

| باركهوتل فالكنبورغ ‏ VWT | باركهوتل فالكنبورغ ‏ VWT | باركهوتل فالكنبورغ ‏ VWT |
| ----------------------- | ----------------------- | ----------------------- |
| م                       | عداء                    | مرتبة                   |
| 221                     | Valerie Demey ‏          | 57                      |
| 222                     | Eline Jansen (cyclist) ‏ | لم يكمل السباق          |
| 223                     | Quinty Schoens ‏         | 24                      |
| 224                     | Marieke Meert‏           | 46                      |
| 225                     | BEL                     | 87                      |
| 226                     | Sabrina Stultiens ‏      | 26                      |

| بنجوال شوفالمير ‏ CHE | بنجوال شوفالمير ‏ CHE | بنجوال شوفالمير ‏ CHE |
| -------------------- | -------------------- | -------------------- |
| م                    | عداء                 | مرتبة                |
| 231                  | مالين إريكسن ‏        | 100                  |
| 232                  | Antonia Gröndahl ‏    | 110                  |
| 233                  | Danique Braam ‏       | 68                   |
| 234                  | Cleo Kiekens ‏        | 109                  |
| 235                  | حنا نيلسون           | لم يكمل السباق       |
| 236                  | Emily Watts ‏         | 92                   |

## التصنيف العام النهائي
| التصنيف العام         | التصنيف العام        | التصنيف العام             | التصنيف العام | التصنيف العام |
| المتسابقة             | المتسابقة            | الفريق                    | الوقت         |               |
| --------------------- | -------------------- | ------------------------- | ------------- | ------------- |
| 1                     | ماريان فوس           | جامبو فيسما للسيدات ‏      | 3 س 27 د 15 ث |               |
| 2                     | لوت كوبيكي           | إس دي وركس ‏               | + 0 ث         |               |
| 3                     | إليسا ونغو بورغيني   | Lidl–Trek (women's team) ‏ | + 0 ث         |               |
| 4                     | شيرين فان أنروي      | Lidl–Trek (women's team) ‏ | + 0 ث         |               |
| 5                     | ثاليتا دي جونج       | لوتو بيليسول للسيدات ‏     | + 1 د 08 ث    |               |
| 6                     | ديمي فوليرينغ        | إس دي وركس ‏               | + 1 د 08 ث    |               |
| 7                     | Katarzyna Niewiadoma | كانيون–إس آر إيه إم ‏      | + 1 د 08 ث    |               |
| 8                     | Puck Pieterse ‏       | بلانتور بورا سيلينج تيم ‏  | + 1 د 08 ث    |               |
| 9                     | لورينا ويبيس         | إس دي وركس ‏               | + 1 د 53 ث    |               |
| 10                    | إليسا بالسامو        | Lidl–Trek (women's team) ‏ | + 2 د 08 ث    |               |
|                       |                      |                           |               |               |
| مصدر: ProCyclingStats |                      |                           |               |               |

### تصنيف النقاط
| تصنيف النقاط          | تصنيف النقاط         | تصنيف النقاط                                       | تصنيف النقاط | تصنيف النقاط |
| المتسابقة             | المتسابقة            | الفريق                                             | النقاط       |              |
| --------------------- | -------------------- | -------------------------------------------------- | ------------ | ------------ |
| 1                     | لوت كوبيكي           | إس دي وركس ‏                                        | 786 نقطة     |              |
| 2                     | Neve Bradbury ‏       | كانيون–إس آر إيه إم ‏                               | 678 نقطة     |              |
| 3                     | Dominika Włodarczyk ‏ | يو أي أيه تيم ‏                                     | 520 نقطة     |              |
| 4                     | Sarah Gigante ‏       | إن إكس تي جي ريسينغ ‏                               | 514 نقطة     |              |
| 5                     | Rosita Reijnhout ‏    | جامبو فيسما للسيدات ‏                               | 448 نقطة     |              |
| 6                     | سيسيلي أوتوب لودفيغ  | FDJ–Suez ‏                                          | 408 نقطة     |              |
| 7                     | ماريان فوس           | جامبو فيسما للسيدات ‏                               | 400 نقطة     |              |
| 8                     | إليسا ونغو بورغيني   | Lidl–Trek (women's team) ‏                          | 395 نقطة     |              |
| 9                     | Nienke Vinke ‏        | فريق سنويب للسيدات ‏                                | 376 نقطة     |              |
| 10                    | Victorie Guilman ‏    | St. Michel–Preference Home–Auber93 (women's team) ‏ | 302 نقطة     |              |
|                       |                      |                                                    |              |              |
| مصدر: ProCyclingStats |                      |                                                    |              |              |

## تصنيف الفرق

### الفرق حسب النقاط
| ترتيب الفرق حسب النقاط | ترتيب الفرق حسب النقاط                             | ترتيب الفرق حسب النقاط | ترتيب الفرق حسب النقاط |
| الفريق                 | الفريق                                             | النقاط                 |                        |
| ---------------------- | -------------------------------------------------- | ---------------------- | ---------------------- |
| 1                      | Lidl–Trek (women's team) ‏                          | 1286 نقطة              |                        |
| 2                      | إس دي وركس ‏                                        | 1186 نقطة              |                        |
| 3                      | كانيون–إس آر إيه إم ريسينغ 2024 ‏                   | 1158 نقطة              |                        |
| 4                      | جامبو فيسما للسيدات ‏                               | 962 نقطة               |                        |
| 5                      | يو أي أيه تيم 2024 ‏                                | 961 نقطة               |                        |
| 6                      | إن إكس تي جي ريسينغ ‏                               | 830 نقطة               |                        |
| 7                      | فريق سنويب للسيدات ‏                                | 821 نقطة               |                        |
| 8                      | FDJ–Suez ‏                                          | 820 نقطة               |                        |
| 9                      | Liv AlUla Jayco ‏                                   | 715 نقطة               |                        |
| 10                     | St. Michel–Preference Home–Auber93 (women's team) ‏ | 649 نقطة               |                        |
|                        |                                                    |                        |                        |
| مصدر: ProCyclingStats  |                                                    |                        |                        |

## تصانيف فرعية

### تصنيف أفضل شاب
| تصنيف أفضل شابة       | تصنيف أفضل شابة   | تصنيف أفضل شابة           | تصنيف أفضل شابة | تصنيف أفضل شابة |
| المتسابقة             | المتسابقة         | الفريق                    | الوقت           |                 |
| --------------------- | ----------------- | ------------------------- | --------------- | --------------- |
| 1                     | Neve Bradbury ‏    | كانيون–إس آر إيه إم ‏      |                 |                 |
| 2                     | شيرين فان أنروي   | Lidl–Trek (women's team) ‏ |                 |                 |
| 3                     | Rosita Reijnhout ‏ | جامبو فيسما للسيدات ‏      |                 |                 |
|                       |                   |                           |                 |                 |
| مصدر: ProCyclingStats |                   |                           |                 |                 |

## وصلات خارجية
- الموقع الرسمي
- لمحة عن سباق سباق أوملوب هيت نيوسبلاد للسيدات 2024 على موقع  ProCyclingStats   (برو  سايكلنج  ستاتس) - إحصاءات  محترفي  الدراجات.
- سباق أوملوب هيت نيوسبلاد للسيدات 2024 على موقع إحصائيات الدراجات الإحترافية (الإنجليزية)